# Alpi di Mürzsteg
Le Alpi di Mürzsteg (in tedesco Mürzsteger Alpen) sono un massiccio montuoso delle Alpi Nord-orientali di Stiria nelle Alpi Settentrionali di Stiria.
Si trovano in Austria (Stiria e Bassa Austria). Prendono il nome da Mürzsteg, città della Stiria.

## Classificazione

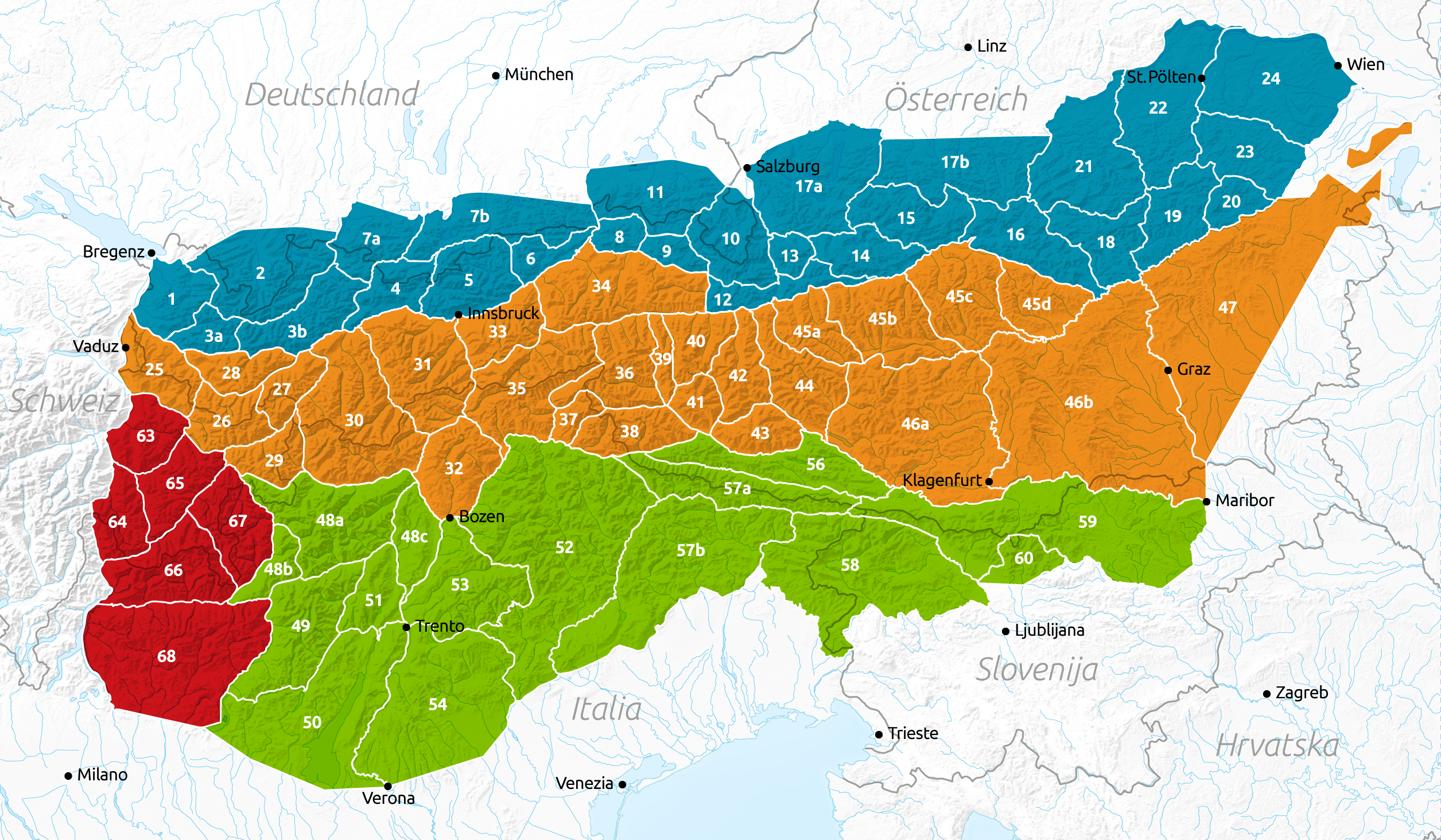
Le Alpi di Mürzsteg secondo l'AVE sono individuate dal numero 19.

Secondo la SOIUSA le Alpi di Mürzsteg sono un supergruppo con la seguente classificazione:
- Grande Parte = Alpi Orientali
- Grande Settore = Alpi Nord-orientali
- Sezione = Alpi Settentrionali di Stiria
- Sottosezione = Alpi Nord-orientali di Stiria
- Supergruppo = Alpi di Mürzsteg
- Codice = II/B-26.II-B

Secondo l'AVE costituisce il gruppo n. 19 di 75 nelle Alpi Orientali.

## Suddivisione

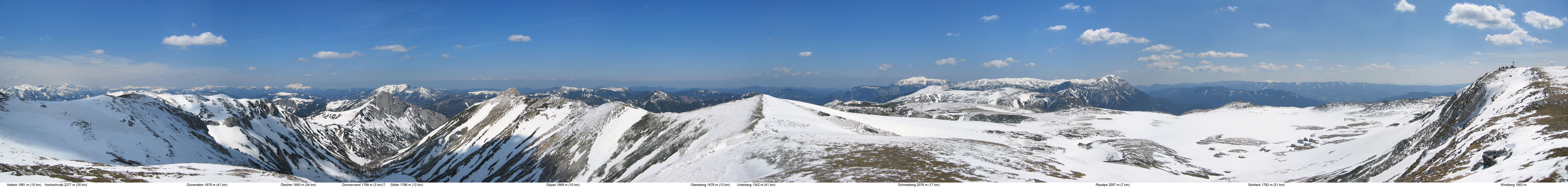
Panorama del gruppo Schneealpe.

Il gruppo, secondo la SOIUSA, è suddiviso in due gruppi e cinque sottogruppi:
- Gruppo Veitischalpe (5)
  - Veitischalpe (5.a)
  - Catena Zeberler Alpe-Roßkogel (5.b)
    - Costiera del Zeberler Alpe (5.b/a)
    - Costiera del Roßkogel (5.b/b)

  - Catena del Tonion (5.c)
- Gruppo Schneealpe (6)
  - Catena del Göller (6.a)
  - Schneealpe (6.b)

## Vette
Le montagne principali del gruppo sono:
- Hohe Veitsch, 1981 m
- Windberg, 1903 m
- Schönhaltereck, 1860 m
- Ameissbichl, 1828 m
- Donnerwand, 1799 m
- Göller, 1766 m
- Rauschkogel, 1720 m
- Tonion, 1699 m
- Gippel, 1699 m
- Hohes Waxenegg, 1647 m
- Grosse Sonnleitstein, 1639 m